# Шучу
«Шучу» (англ. Kidding) — американский комедийно-драматический телесериал, созданный Дэйвом Холстейном. Премьера состоялась 9 сентября 2018 года на канале Showtime. Главные роли исполнили Джим Керри, Фрэнк Ланджелла, Джуди Грир, Коул Аллен, Джулиет Моррис, и Кэтрин Кинер. Сериал стал вторым совместным проектом режиссёра Мишеля Гондри и Джима Керри, первым был фильм «Вечное сияние чистого разума».
10 октября 2018 года сериал был продлён на второй сезон, начавшийся 9 февраля 2020 года. В июле 2020 года сериал был закрыт после двух сезонов.

## Сюжет
Действие сериала разворачивается в Колумбусе, штат Огайо. В центре сюжета находится Джефф Пиччирилло, также известный как Мистер Пикклз — любимый детьми и родителями ведущий детского телешоу. Вокруг бренда «Мистер Пикклз» выстроена многомиллионная империя, но сам он переживает личную трагедию и проблемы в семье.

## Персонажи

### Главные
- Джим Керри — Джефф Пиччирилло. Бессменный ведущий кукольного шоу для детей, в котором представлен как «Джефф Пикклз». После гибели одного из сыновей с трудом приспосабливается к жизненным невзгодам. Джеффа в юношестве играет Закари Артур.
- Фрэнк Ланджелла — Себастьян Пиччирилло. Отец Джеффа и исполнительный продюсер телешоу.
- Джуди Грир — Джилл Пиччирилло. Жена Джеффа, с которой они проживают раздельно. Медсестра.
- Коул Аллен — близнецы Уиллиам «Уилл» и Филип «Фил» Пиччирилло. Сыновья Джеффа и Джилл. Фил погибает в автокатастрофе.
- Кэтрин Кинер — Дейрдра «Диди» Перера. Сестра Джеффа. Мастер-кукольник.
- Джулиет Моррис — Мэдди Перера. Дочь Дейрдры и Скотта, племянница Джеффа.
- Джастин Кирк — Питер. Анестезиолог, с которым встречается Джилл.

### Периодические
- Бернард Уайт[англ.] — Скотт Перера. Муж Дейрдры.
- Алекс Рауль Барриос — Деррелл. Рабочий сцены в телешоу.
- Юлитта Шил — Кэссиди. Одна из старших школьных друзей Уилла.
- Кода Бозель — Би-Ди. Один из старших школьных друзей Уилла.
- Хулиосар Чавес — Гигс. Один из старших школьных друзей Уилла.
- Джинджер Гонзага — Вивиан. Женщина, умирающая от рака, с которой начинает встречаться Джефф.
- Тара Липински — в роли себя. Фигуристка, олимпийская чемпионка, которую наняли на роль мистера Пиклза в шоу «Пикклз на льду».
- Дженни Пирсон — Сара Липински. Сестра Тары, которая заменяет её в качестве двойника мистера Пикклза. Во время катания на коньках Дженни Пирсон подменяла фигуристка Дженнифер Дон[англ.].
- Джоэл Светов[англ.] — Майкл Эпштейн. Раввин, сценарист, нанятый Себастьяном для работы над телешоу, чтобы уменьшить нагрузку на Джеффа.
- Луис Одзава Чжанцзянь[англ.] — мистер Пикклз-Сан. Актёр, нанятый, чтобы изобразить мистера Пикклз в японской версии телешоу, который приезжает в Америку, чтобы следить за Джеффом. Он останавливается в доме Дейрдры и в конце концов спит с ней.
- Джернард Бёркс — Денни. Водителя грузовика, который врезался в машину семьи Пиччирилло, убив Фила.
- Кала Лейн — дочь Денни, которая заботится о своём отце, когда его преследуют те, кто разгневан смертью Фила.
- Рики Линдхоум — Шайна. Бывшая наркоманка, которая перевернула свою жизнь, увидев шоу мистера Пикклза. Прочитав письмо от неё, Джефф приглашает её на свидание.
- Аннетт О’Тул — Луиза. Мать Джеффа и Дейрдры и бывшая жена Себастьяна.
- Келли Коффилд Парк[англ.] — Джоанн. Риэлтор Джеффа и Джилл.

Кукловоды
- Мэри Фабер[англ.] — мыльная пена Мэйси.
- Дэн Гарза — говорящий французский багет Эннуи ла Тристе.
- Гвен Холландер — астро-выдра Шерил.
- Патрик Джонсон — Упс и маэстро Пименто Фермата.
- Кристиан Андерсон — большеглазая муха Си.
- Майк Куинн[англ.] — тайный шеф.
- Барри Ротбарт[англ.] и Рич Фулчер[англ.] — Берт и Клэй. Две части ростовой куклы лошади.

### Гостевые
- Бетти Томас (эпизод «Green Means Go»)
- Конан О’Брайен — в роли себя (эпизод «Green Means Go»). Ведущий одноимённого шоу[англ.], на которое приходит Джефф.
- Дэнни Трехо — в роли себя (эпизод «Green Means Go»). Другой гость на шоу «Конана» вместе с Джеффом.
- Т’Кейя Кристал Кеймах[англ.] — Амика (эпизод «Pusillanimous»). Гримёр на шоу мистера Пикклза.
- Мэтт Эверс[англ.] — французский багет Эннуи в ледовом шоу (эпизод «LT. Pickles»).
- Ариана Гранде — Пиккола Гранде (эпизод «Episode 3101»). Маринованная фея надежды.
- Дик ван Дайк — снежный человек Хопскотч (эпизоды «Up, Down and Everything in Between» и «Episode 3101»). Гигантская кукла, которую никогда не видно целиком.
- Tyler, The Creator — Корнелл (эпизод «The Acceptance Speech»). Работник центра ностальгической терапии.
- Блэйк Гриффин — в роли себя (эпизод «A Seat on the Rocket»).

## Эпизоды

### Сезон 1
| № общий | № в сезоне | Название                  | Режиссёр      | Автор сценария                 | Дата премьеры    | Зрители в США (млн) |
| ------- | ---------- | ------------------------- | ------------- | ------------------------------ | ---------------- | ------------------- |
| 1       | 1          | «Green Means Go»          | Мишель Гондри | Дэйв Холстейн                  | 9 сентября 2018  | 0,443               |
| 2       | 2          | «Pusillanimous»           | Мишель Гондри | Дэйв Холстейн                  | 16 сентября 2018 | 0,290               |
| 3       | 3          | «Every Pain Needs a Name» | Джейк Шрейер  | Хэлли Файффер                  | 23 сентября 2018 | 0,303               |
| 4       | 4          | «Bye, Mom»                | Джейк Шрейер  | Майкл Вукадинович              | 30 сентября 2018 | 0,281               |
| 5       | 5          | «The New You»             | Мишель Гондри | Коуди Хеллер                   | 7 октября 2018   | 0,199               |
| 6       | 6          | «The Cookie»              | Мишель Гондри | Ноа Хэйдл                      | 14 октября 2018  | 0,166               |
| 7       | 7          | «Kintsugi»                | Минки Спиро   | Джас Уотерс                    | 21 октября 2018  | 0,192               |
| 8       | 8          | «Philliam»                | Минки Спиро   | Роберто Бенабиб                | 28 октября 2018  | 0,179               |
| 9       | 9          | «LT. Pickles»             | Мишель Гондри | Джой Маццарино и Дэйв Холстейн | 4 ноября 2018    | 0,152               |
| 10      | 10         | «Some Day»                | Мишель Гондри | Дэйв Холстейн                  | 11 ноября 2018   | 0,224               |

### Сезон 2
| № общий | № в сезоне | Название                               | Режиссёр      | Автор сценария              | Дата премьеры   | Зрители в США (млн) |
| ------- | ---------- | -------------------------------------- | ------------- | --------------------------- | --------------- | ------------------- |
| 11      | 1          | «The Cleanest Liver in Columbus, Ohio» | Джейк Шрейер  | Дэйв Холстейн               | 9 февраля 2020  | 0,129               |
| 12      | 2          | «Up, Down and Everything in Between»   | Джейк Шрейер  | Майкл Вукадинович           | 9 февраля 2020  | 0,085               |
| 13      | 3          | «I’m Listening»                        | Кимберли Пирс | Роберто Бенабиб             | 16 февраля 2020 | 0,081               |
| 14      | 4          | «I Wonder What Grass Tastes Like»      | Кимберли Пирс | Хилари Уайзман Грэм         | 16 февраля 2020 | 0,043               |
| 15      | 5          | «Episode 3101»                         | Мишель Гондри | Джой Маццарино              | 23 февраля 2020 | 0,098               |
| 16      | 6          | «The Death of Fil»                     | Мишель Гондри | Дэйв Холстейн               | 23 февраля 2020 | 0,088               |
| 17      | 7          | «The Acceptance Speech»                | Берт и Берти  | Майкл Вукадинович           | 1 марта 2020    | 0,107               |
| 18      | 8          | «A Seat on the Rocket»                 | Берт и Берти  | Джас Уотерс                 | 1 марта 2020    | 0,076               |
| 19      | 9          | «The Nightingale Pledge»               | Джейк Шрейер  | Дилан Танус и Дэйв Холстейн | 8 марта 2020    | 0,14                |
| 20      | 10         | «The Puppet Dalai Lama»                | Джейк Шрейер  | Дэйв Холстейн               | 8 марта 2020    | 0,054               |

## Производство

### Разработка
14 сентября 2017 года телеканал Showtime объявил о заказе полного сезона, состоящего из десяти серий. За создание сериала отвечал Дэйв Холстейн, разделивший также полномочия исполнительного продюсера с Джимом Керри, Мишелем Гондри, Джейсоном Бейтманом, Джеймсом Гаравенте, Раффи Эдланом и Майклом Агиларом. Помимо этого, Холстейн сам написал сценарий нескольких серий, а Гондри снял шесть серий первого сезона из десяти. 7 июня 2018 года была объявлена дата премьеры сериала — 9 сентября.
10 октября 2018 года Showtime продлил сериал на второй сезон, состоящий также из десяти серий. Премьера сезона состоялась 9 февраля 2020 года.

### Кастинг
Одновременно с анонсом сериала было подтверждено участие в нём Джима Керри в качестве исполнителя главной роли. 14 декабря 2017 года появилось сообщение о том, что главную женскую роль исполнит Кэтрин Кинер. 4 января и 13 февраля 2018 года стало известно о присоединении к проекту Фрэнка Ланджеллы и Джуди Грир соответственно. 15 марта объявлено об участии Джастина Кирка. В мае того же года к актёрскому составу присоединились Джинджер Гонзага и Бернард Уйат, а 9 июля — Грейс Сонг.

## Выход

### Маркетинг
Первый официальный трейлер сериала вышел 7 июня 2018 года. Спустя две недели был выпущен тизер трейлер с песней из сериала. 6 августа были опубликованы постер и второй трейлер.

### Премьера
Официальная премьера сериала состоялась 5 сентября 2018 в кинотеатре Cinerama Dome в Лос-Анджелесе. На премьере, помимо прочих, присутствовали Дэвид Невинс, Джуди Грир, Джим Керри, Кэтрин Кинер и Дэйв Холстейн.

### Дистрибуция
В Канаде сериал выпустили The Movie Network и CraveTV, во Франции — Canal+ Séries, в Британии — Sky Atlantic.

## Критика
На момент премьеры «Шучу» был положительно принят критиками. Рейтинг одобрения сериала на агрегаторе Rotten Tomatoes составляет 76 % со средним рейтингом 7,36/10, основанном на 74 рецензиях. Критики сошлись во мнении, что «любители буффонады Джима Керри могут быть разочарованы, но остальные зрители смогут найти в „Шучу“ удивительно проницательное исследование жизни и скорби». Сайт Metacritic, применяющий средневзвешенный рейтинг, присвоил сериалу 68 баллов из 100 на основании мнений 33 критиков, что соответствует «в целом положительным отзывам».

## Награды и номинации
| Год  | Награда        | Номинация                                                        | Номинант   | Результат | Источник |
| ---- | -------------- | ---------------------------------------------------------------- | ---------- | --------- | -------- |
| 2019 | Золотой глобус | Лучший телевизионный сериал — комедия или мюзикл                 | «Шучу»     | Номинация | [ 36 ]   |
| 2019 | Золотой глобус | Лучшая мужская роль в телевизионном сериале — комедия или мюзикл | Джим Керри | Номинация | [ 36 ]   |